# Dante Gabriel Rossetti

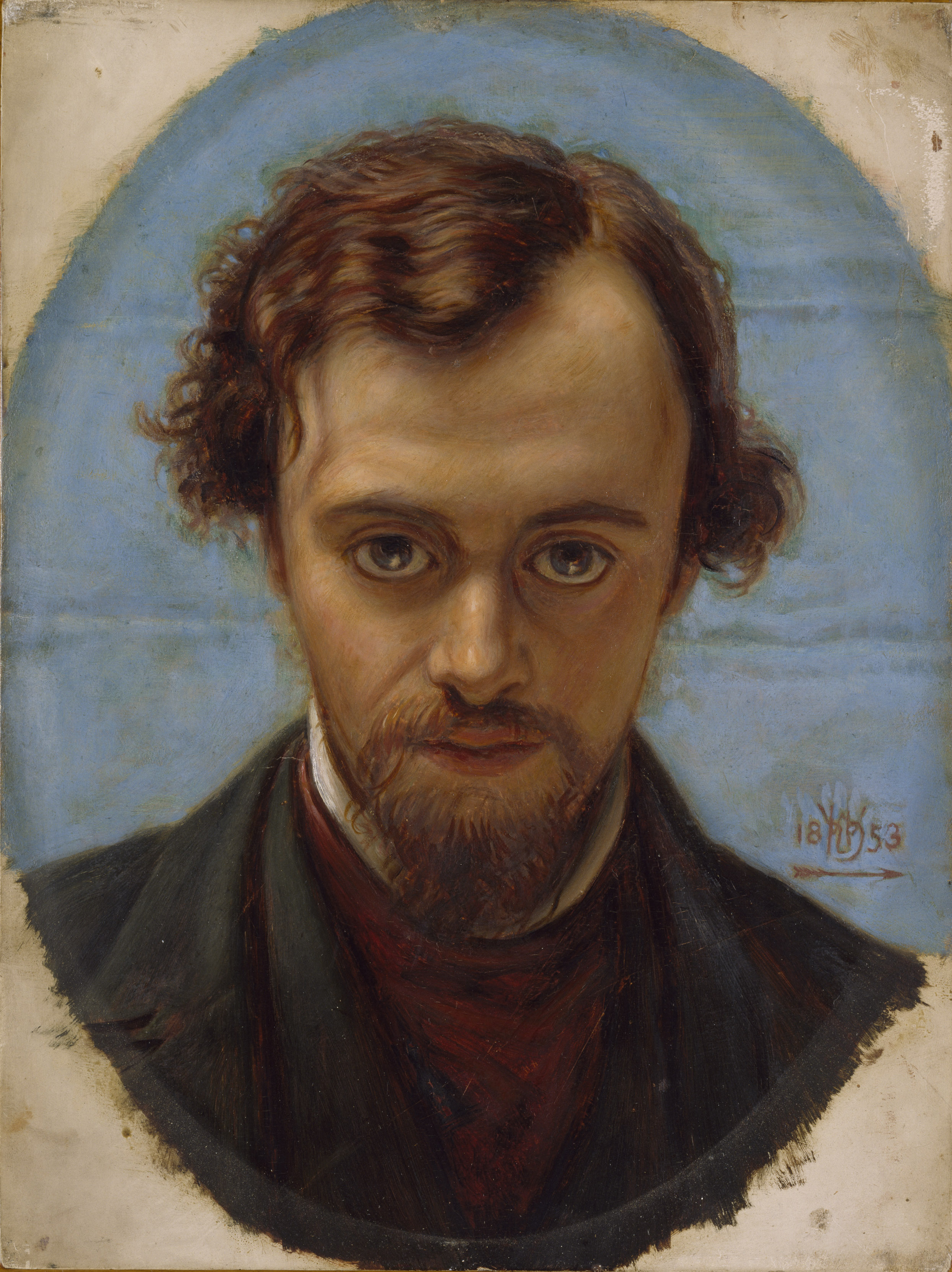
Dante Gabriel Rossetti, retrat fet per William Holman Hunt (1853).

Dante Gabriel Rossetti (Londres, 12 de maig de 1828 – Birchington-on-Siga, Kent, 10 d'abril, 1882) va ser un poeta, il·lustrador, pintor i traductor anglès.

## Biografia
Fill d'un erudit emigrat italià, Gabriele Rossetti, D. G. Rossetti va néixer a Londres, Anglaterra, i va rebre el nom de Gabriel Charles Dante Rossetti. La seva família i amics l'anomenaven Gabriel, però en les seves publicacions signava primer amb el nom de Dante, a causa de les seves ressonàncies literàries. Era germà de la poeta Christina Rossetti i del crític William Michael Rossetti, i va ser un dels fundadors de la Germanor Prerafaelita, juntament amb John Everett Millais i William Holman Hunt.
Des de molt jove, va mostrar un gran interès per la literatura. Com tots els seus germans, aspirava a ser poeta. No obstant això, també volia pintar i mostrava un gran interès per l'art italià medieval. Va estudiar amb Ford Madox Brown, amb qui va mantenir una estreta relació al llarg de la seua vida. Va estudiar idiomes al King's College i, posteriorment, a la Royal Academy.

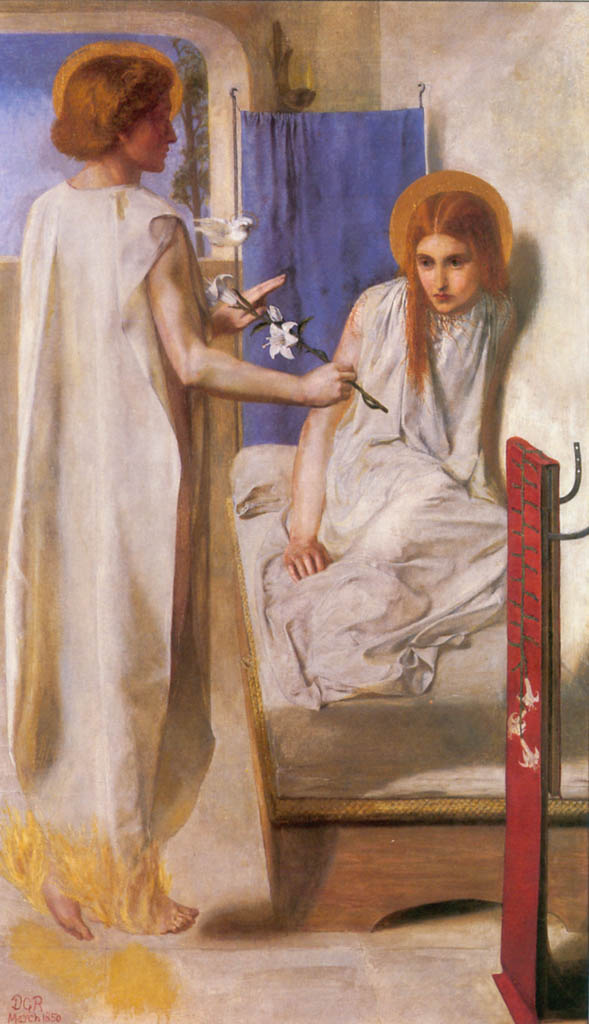
Ecce Ancilla Domini!, 1850.

Després de l'exposició de l'obra de Holman Hunt, La vespra de Santa Agnès, Rossetti va cercar-hi l'amistat. La pintura il·lustrava un poema d'un autor poc conegut en aquell temps, John Keats. El primer poema de Rossetti, The Blessed Damozelera una imitació de Keats, de manera que va creure que Hunt podria compartir els seus ideals artístics i literaris. Junts van desenvolupar la filosofia de la germanor dels prerafaelites. Rossetti va estar sempre més interessat en la part medieval del moviment que en la moderna. Publicava traduccions de Dant i d'altres poetes italians medievals, i el seu art també cercava adoptar l'estil dels renaixentistes italians primitius.
Les primeres grans pintures de Rossetti mostren algunes de les qualitats realistes del moviment prerafaelita primerenc. El 1849, va pintar el seu primer llenç inspirat en els antics pintors italians, La infància de la Verge. L'any següent va pintar Ecce Ancilla Domini!, una representació de l'Anunciació que exaltava la puresa. És una interpretació moderna de la Mare de Déu i de l'Anunciació, en la qual Maria és representada com una adolescent indiferent i atemorida, pàl·lida no tant pel candor espiritual, sinó per consumpció. Destaca l'ús del cabell pèl-roig, senyal de sensualitat pel decadentisme i el simbolisme. La presència del lliri i de la cortina blava entre els tons blancs són elements ulteriors que afegeixen contingut simbòlic a la pintura. La seva obra és intensament mística i primitiva, i s'acosta a l'eclecticisme dels natzarens alemanys. La pintura incompleta Found (1854) va ser l'única dedicada a la vida moderna. Representava una prostituta, treta del carrer per un pastor que era el seu antic enamorat. No obstant això, Rossetti, progressivament, va preferir les imatges simbòliques i mitològiques a les realistes. Això també es pot aplicar a la seva poesia posterior.
Encara que John Ruskin li va donar suport, les crítiques que l'any 1850 van rebre les seues pintures van fer que es retirara de les exposicions públiques i es dedicara sobretot a l'aquarel·la, que podia vendre's en privat. Prenia, com a assumpte preferit, els textos de Dant, en particular de la Vida nova, que havia traduït a l'anglès, i de La mort d'Artur, de sir Thomas Malory. Les seves visions de les històries artúriques i del disseny medieval també van inspirar els seus nous amics d'aquell temps, com ara William Morris i Edward Burne-Jones.

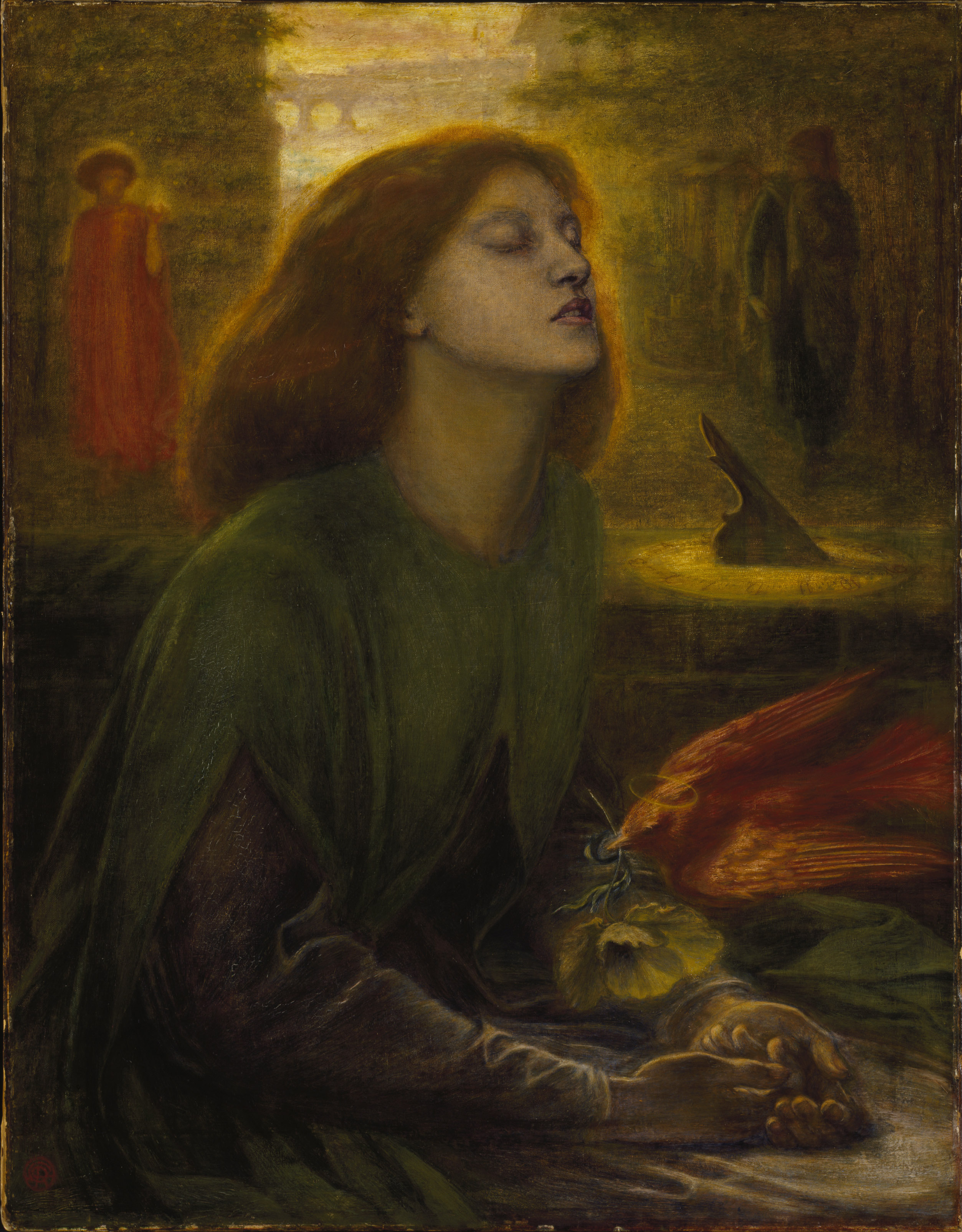
Beata Beatrix, 1863

Aquestes tendències es van acréixer a causa de certs esdeveniments de la seua vida privada, en particular per la mort de la seua esposa, Elizabeth Siddal, que es va suïcidar ingerint làudan després de donar a llum un xiquet mort. Rossetti va caure en la depressió i va enterrar la major part dels seus poemes inèdits a la tomba de la seua esposa, en el cementiri de Highgate. Va idealitzar la seua imatge com la Beatriu de Dant en un bon nombre de pintures, com El somni de Dant davant la mort de la seua estimada (1856) i en Beata Beatrix (1863), obra que marca el camí del pintor cap a una major ornamentació i simbolisme; aquesta pintura al·legòrica al·ludeix a la mort de la seua dona. Representa Elizabeth en un posat lànguid i sensual, amb el cabell roig natural recollit en un pentinat desfet; sobre les seues mans està posant un colom roig, símbol d'espiritualitat, que porta al bec una branqueta al·lusiva al làudan. A la seua esquena, una escena difusa representa dos personatges, potser Dant i Virgili. El complex simbolisme del retrat és encara font de debat entre els crítics.
Va deixar la Germanor Prerafaelita el 1863, però va mantenir el seu mateix estil pictòric en obres posteriors: La núvia (1865), La dona de la finestra, El vestit de seda blava (1868), May Morris (1872), La donzella ferida (1879), Somni (1880), La pia (1881) i Joana d'Arc (1882). Monna Vana (1866) és l'arquetip de la feminitat decadent: el subjecte de la pintura és una dona de bellesa sensual i andrògina que es raspalla el pèl roig envoltada de composicions florals. La rosa és la flor decadentista per excel·lència. Va pintar diverses vegades el mite de Proserpina o Persèfone, raptada per Hades, déu dels inferns i que va haver d'alliberar-la, però amb la condició que no menjara gens en el retorn; Hades la va enganyar perquè menjara sis llavors de magrana, que és el fruit dels morts, que l'obligaven a tornar-hi sis mesos cada any, un per cada llavor. La dea és representada segons un cànon comú al romanticisme i al simbolisme: la barreja de bellesa i mort s'indica amb el cabell negre i una posa sensual de dona fatal. A la seua mà, la magrana al·ludeix al mite i, també, en clau simbòlica, a la mort i a la sang.
La seua pintura va influir en el desenvolupament del moviment simbolista europeu. Rossetti representava les dones obsessivament estilitzades. Tendia a retratar la seua nova amant, Fanny Cornforth com l'epítom de l'erotisme físic, mentre que a una altra de les seues amants, Jane Burden, esposa del seu soci de negocis William Morris, la idealitzava com una dea etèria.
Durant aquest temps, Rossetti va començar a obsessionar-se amb animals exòtics, i en particular amb els uombats. Sovint, demanava als seus amics que es trobaren amb ell "al cau del uombat", al zoo de Londres, a Regent's Park, i allí passava moltes hores. Finalment, al setembre de 1869, va adquirir la seua primera mascota uombat, al qual anomenava "Top". Aquest animal va viure poc de temps. Rosseti sovint el duia a la taula, i se li permetia dormir al centre de la taula durant els menjars. De fet, es diu que va inspirar el liró d'Alícia al país de les meravelles, de Lewis Carroll.
Els amics de Rossetti van aconseguir que exhumara els poemes de la tomba de la seua esposa i els publicara: Poemes (1870); van ser molt controvertits i atacats com l'epítom de l'escola "de la poesia carnal". Ofenien pel seu erotisme i sensualitat. Un poema, Nuptial Sleep (Somni nupcial), descrivia una parella que es quedava adormida després del sexe. Aquesta era part de la seqüència de sonets de Rossetti La casa de la vida  (The house of life), una sèrie de poemes que traçaven el desenvolupament físic i espiritual d'una relació íntima. Rossetti descriu la forma de sonet com el "monument al moment", ja que cerca contenir els sentiments d'un moment fugaç, i reflectir-ne el significat. Aquest va ser el seu assoliment literari més gran. El 1881 va publicar Ballads and Sonnets (Balades i sonets).
Rossetti també, típicament, va escriure sonets per a les seues pintures, com ara Astarte siríaca. Com a dissenyador, va treballar amb William Morris i va produir imatges per a vitralls i altres elements decoratius.
Cap al final de la seua vida, Rossetti va caure en estat mòrbid, enfosquit per la drogoaddicció i la creixent inestabilitat mental, possiblement empitjorada per la seua reacció als salvatges atacs de la crítica sobre la seua poesia desenterrada (1869). Va passar els seus últims anys retirat, com un reclús. Va morir a Birchington-on-Siga, Kent, Anglaterra.

## Obres pictòriques de Rossetti

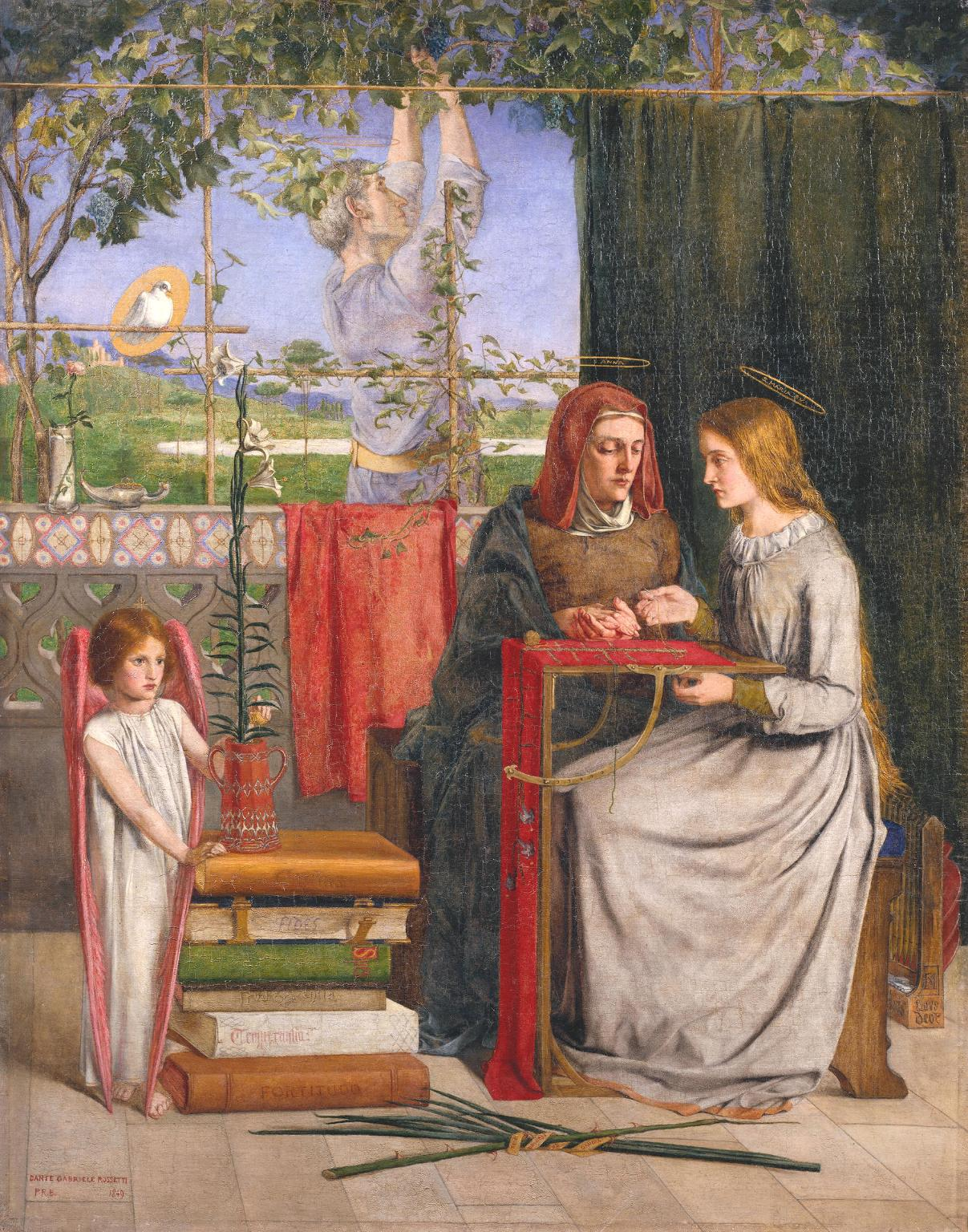
La infància de la Mare de Déu, 1848-1849.
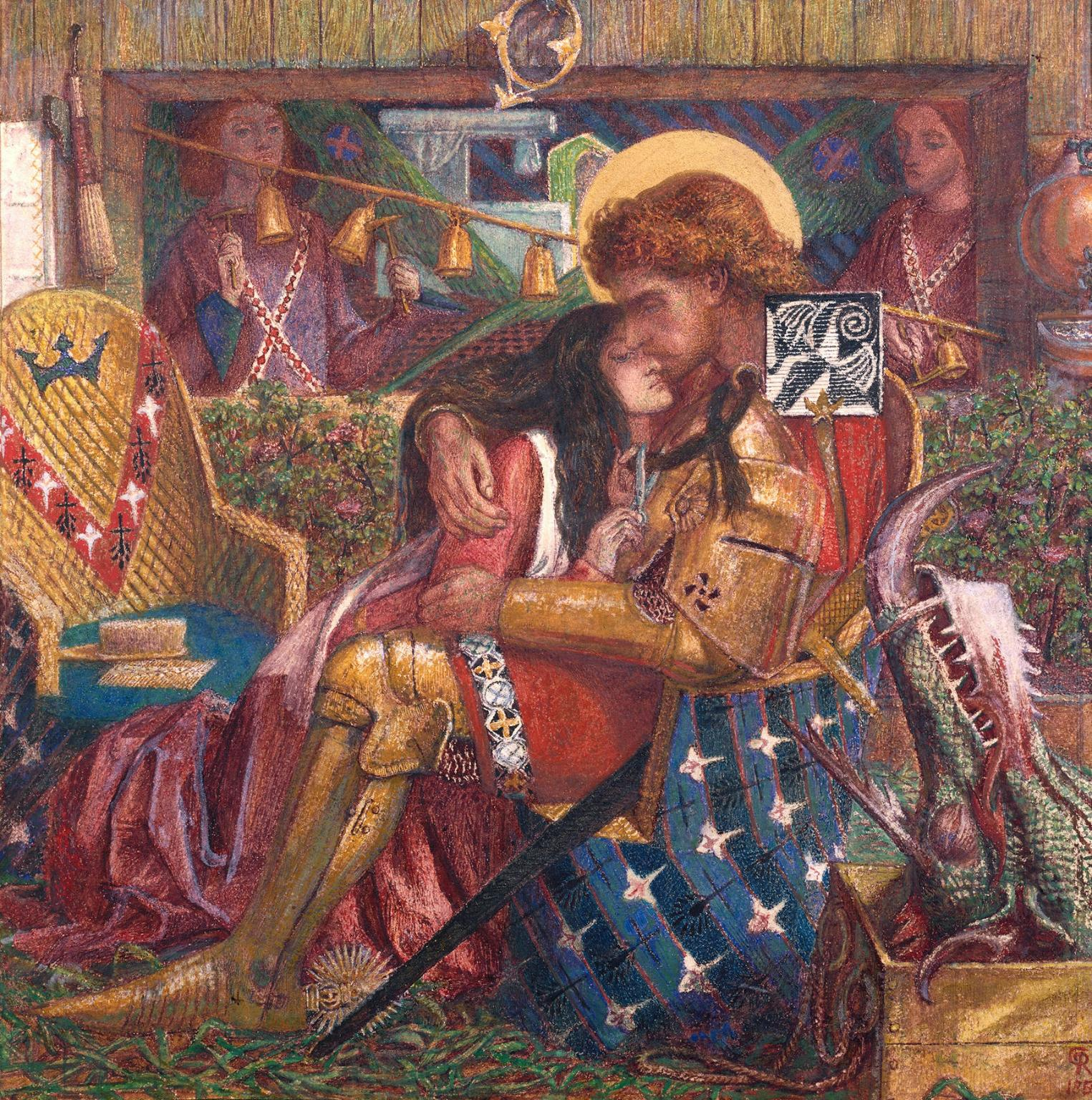
Les noces de Sant Jordi i la princesa Sabra, Tate Gallery, Londres, 1857
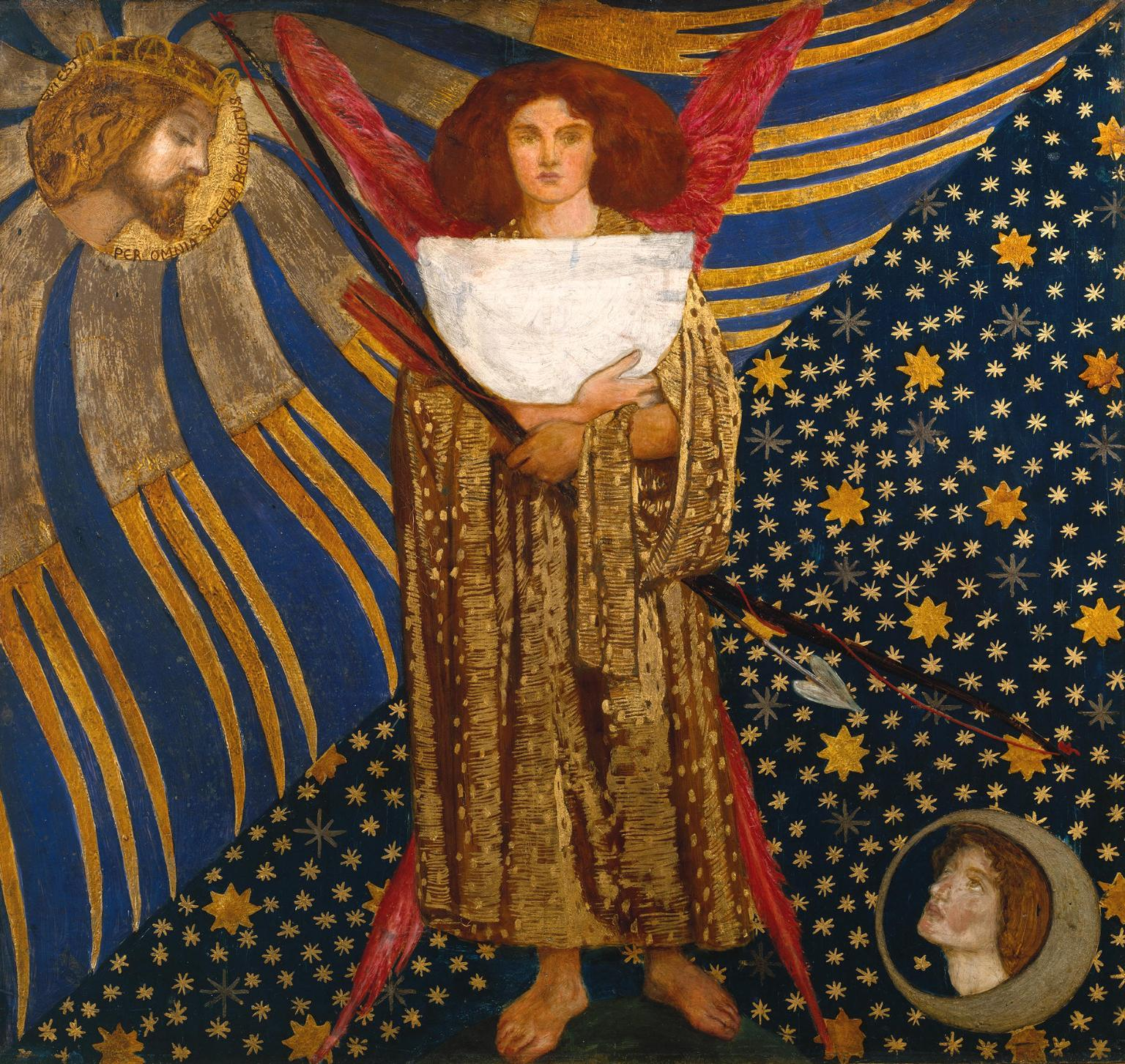
Dantis Amor, 1859-1860.
El Sant Grial, 1860.
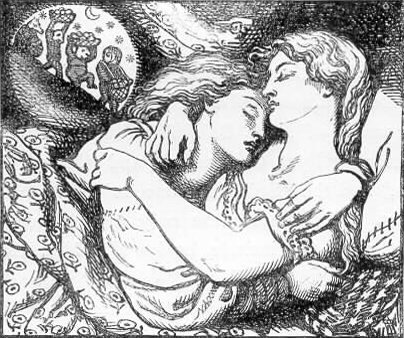
Il·lustració para Goblin Market and Other Poems (1862), primer llibre de poemes de Christina Rossetti.
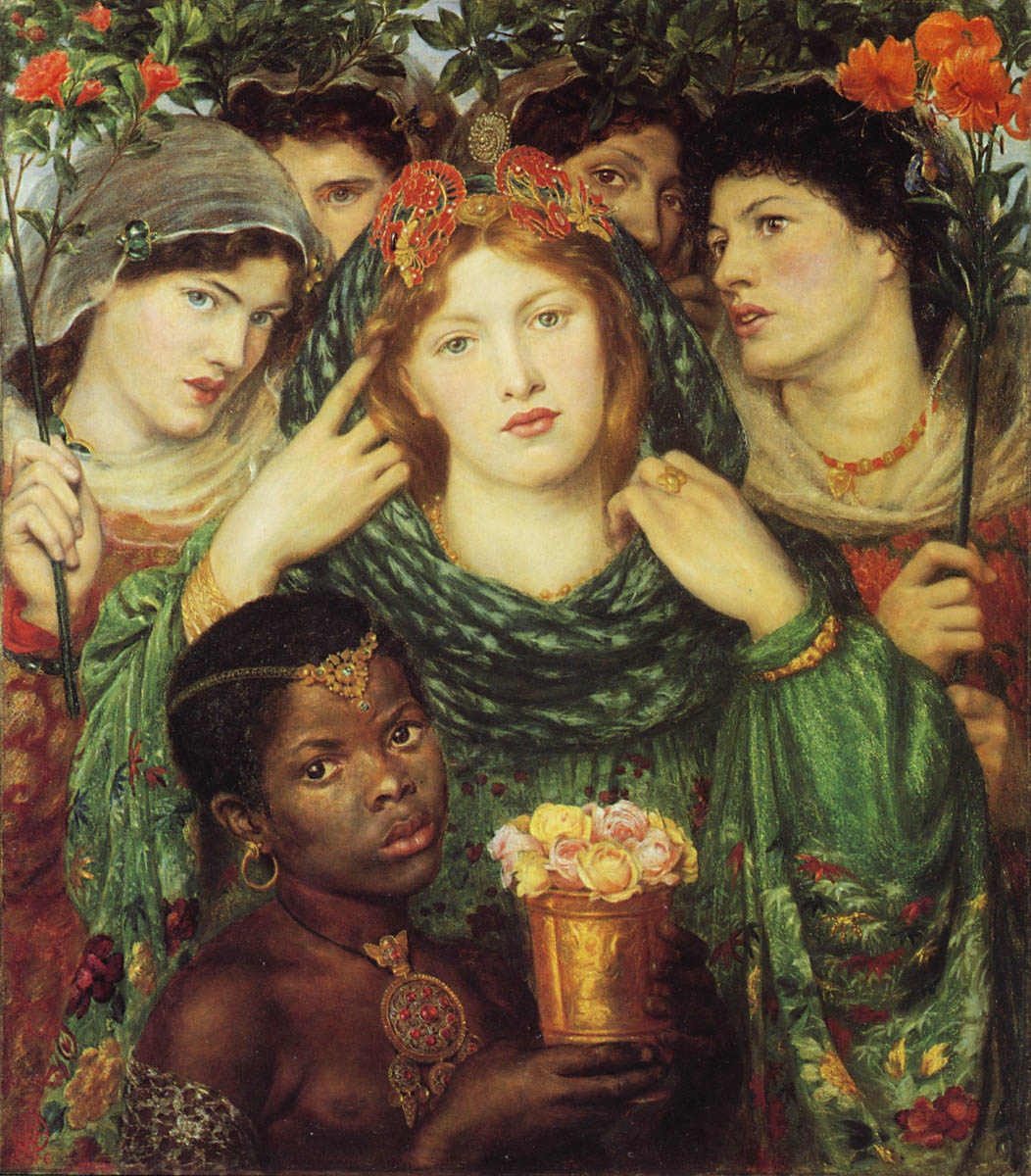
L'Estimat, 1865.
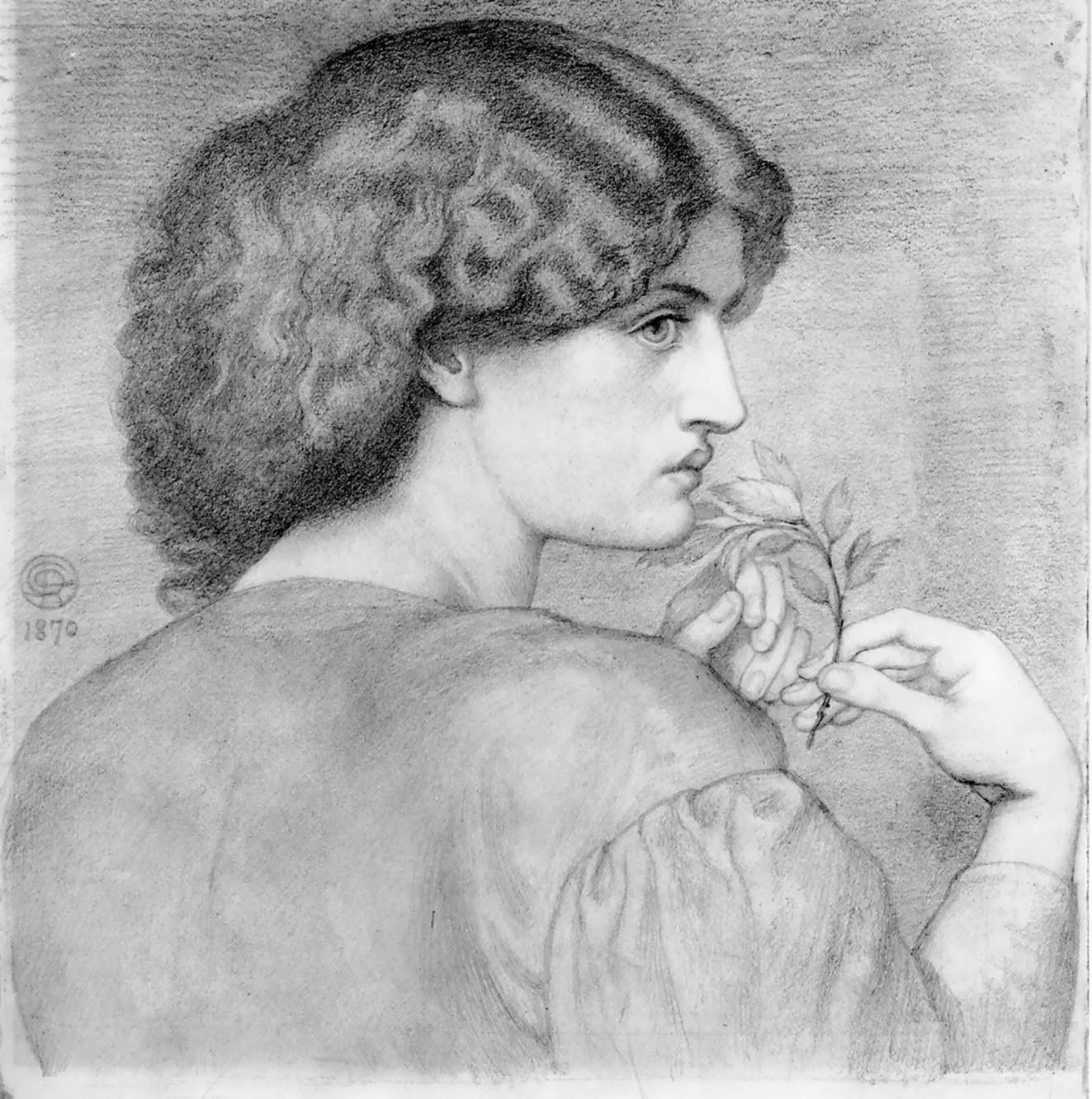
La fulla del roser, 1865.
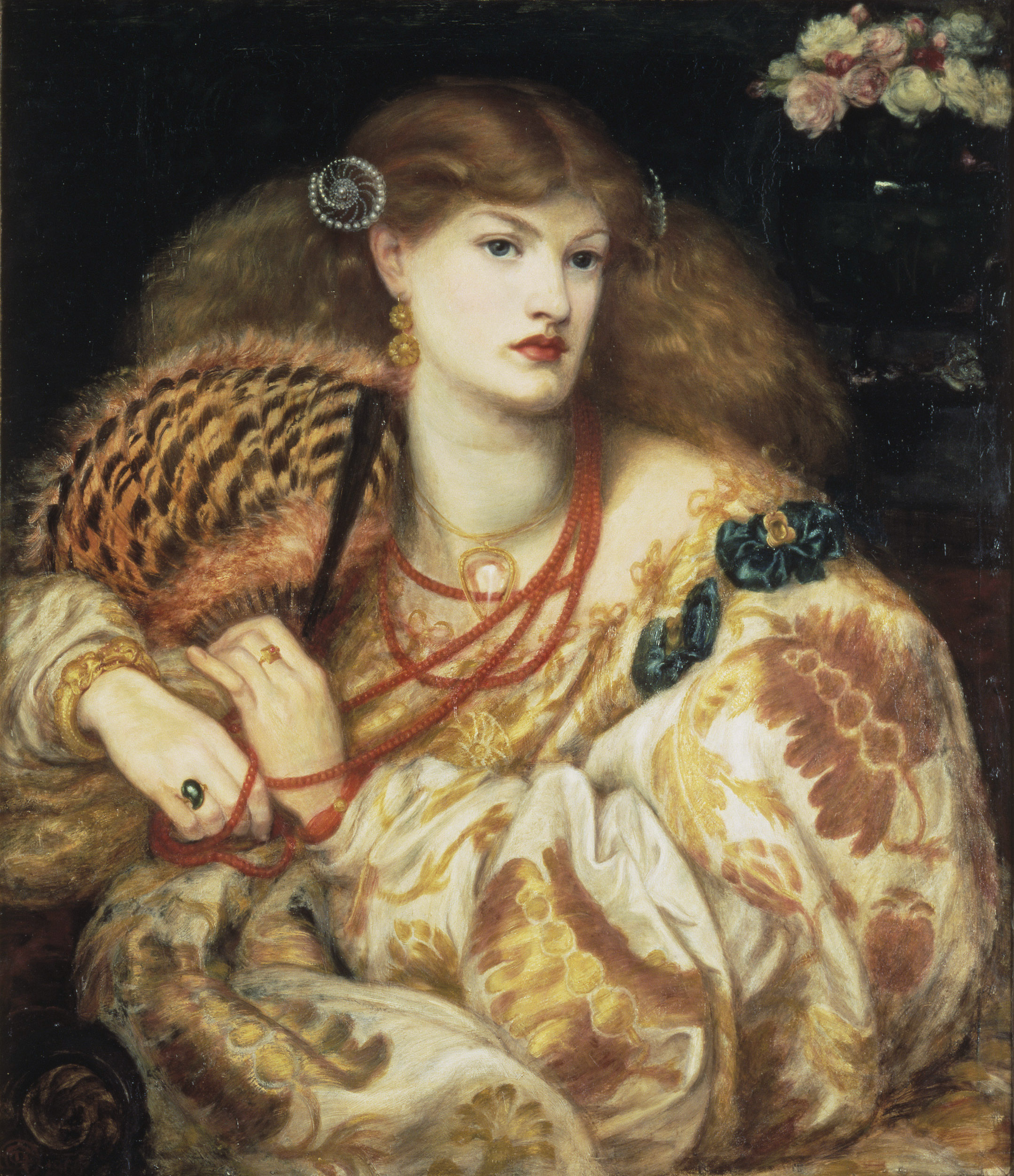
Monna Vanna, 1866, Tate Gallery, Londres.
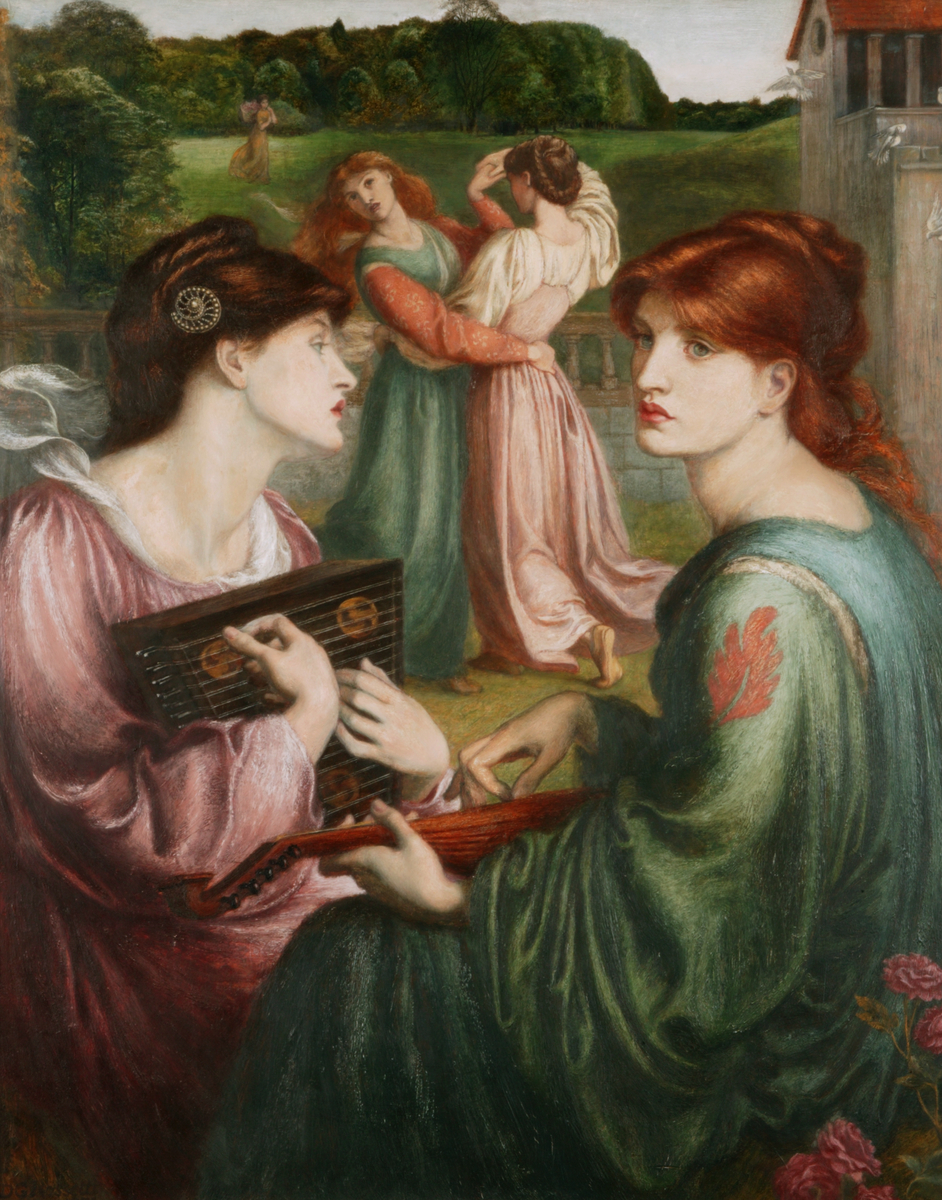
Retir al prat, 1872.
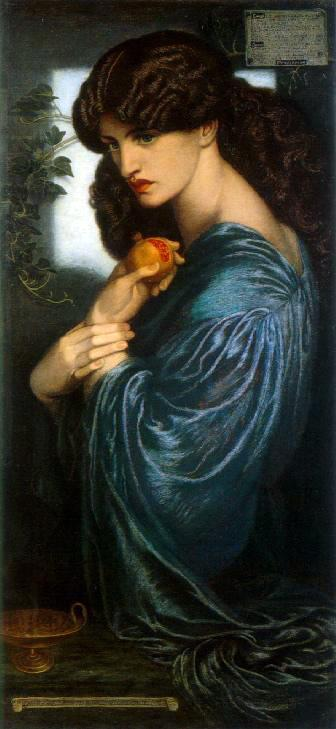
Persèfone, 1873-1877, Tate Gallery, Londres.
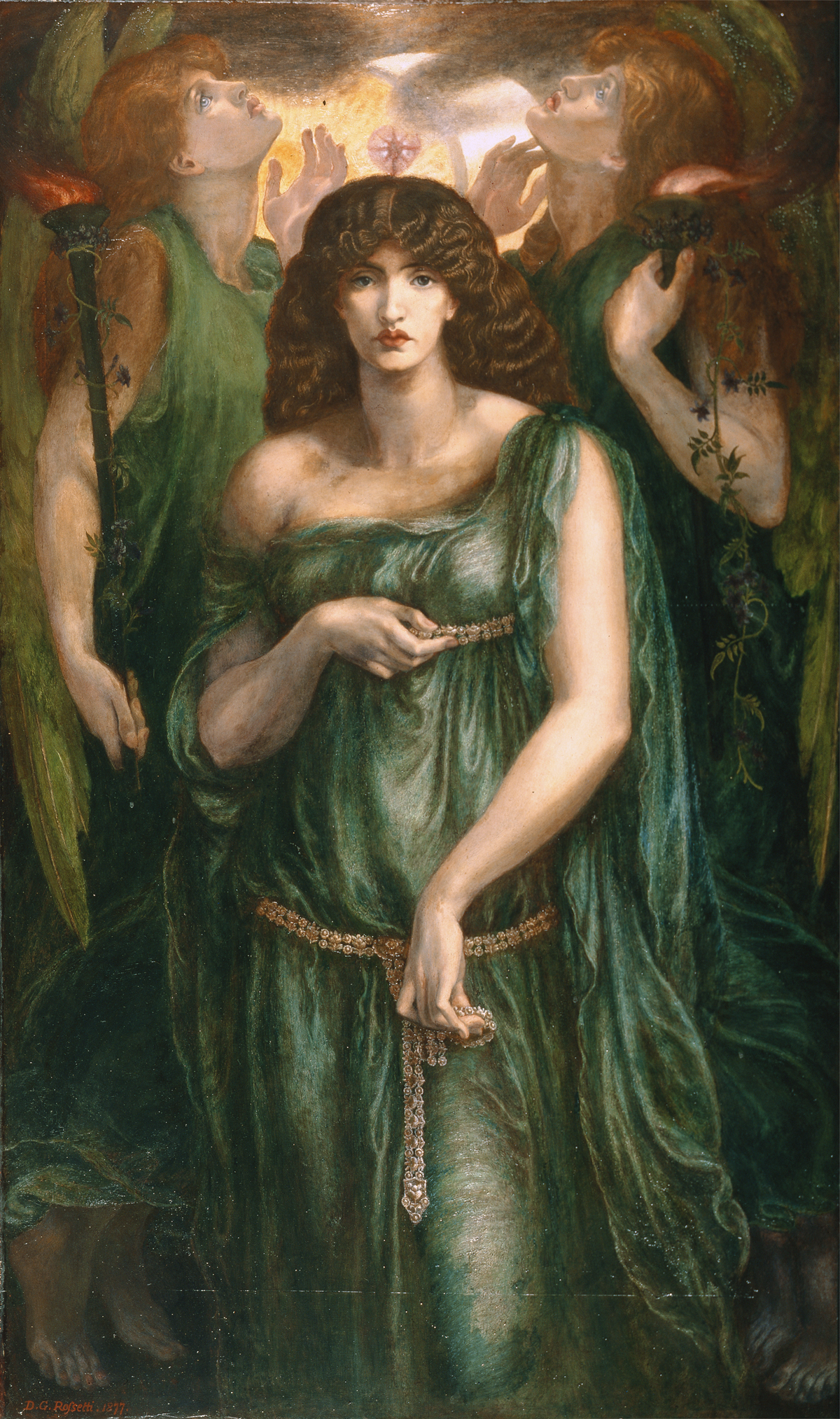
Astarte Siríaca, 1877, City Art Gallery, Manchester.

## Música
El compositor anglès Reginald Steggall (1867-1938) va posar música a diversos poemes de Rossetti.